# متعددات الشمع
متعددات الشمع (الاسم العلمي: Polyceroidea)، فيلق (فصيلة عليا) تصنيفي من بزاق البحر، والرخويات البحرية بطنيات القدم.

## الفصائل
يضم الفيلق خمس فصائل:
- Family فراشة التفاحيات رائقة الأجنحة  [لغات أخرى]‏ - In Bouchet & Rocroi (2005) this taxon is incorrectly spelled Aegiretidae.
- Family Hexabranchidae
- Family Okadaiidae
- Family كثيرات الشمع